# Mesut Bakkal
Mesut Bakkal (n. 19 martie 1964) este un antrenor turc de fotbal și fost mijlocaș care a jucat la Denizlispor. El a antrenat echipele Gaziantepspor și Gençlerbirliği SK iar cel mai recent club la care a fost antrenor este  Mersin İdmanyurdu.

## Cariera
Născut în Kırıkkale , Bakkal a început să joace fotbal pentru echipa locală Kırıkkalespor. El a jucat mai târziu pentru Denizlispor, Afyonspor și İzmirspor înainte de a se retrage din faza activă în 1994. După ce a terminat cariera de joc, Bakkal a devenit un manager de fotbal. El a demisionat din funcția de manager al echipei Gençlerbirliği pentru a doua oară în cariera sa, pe 3 noiembrie 2008.